# تومویوکی تاناکا
تومویوکی تاناکا (به ژاپنی: 田中 友幸 Tanaka Tomoyuki)) تهیه‌کننده فیلم ژاپنی بود.
از فیلم‌هایی که وی در آن‌ها نقش داشته‌است، می‌توان به شاهزاده خانمی از ماه اشاره نمود.